# Blackwood (Nova Jersey)
Blackwood és una concentració de població designada pel cens dels Estats Units a l'estat de Nova Jersey. Segons el cens del 2000 tenia 4.692 habitants.

## Demografia
Segons el cens del 2000, Blackwood tenia 4.692 habitants, 1.721 habitatges, i 1.261 famílies. La densitat de població era de 1.461 habitants/km².
Dels 1.721 habitatges en un 32,4% hi vivien nens de menys de 18 anys, en un 55,8% hi vivien parelles casades, en un 12% dones solteres, i en un 26,7% no eren unitats familiars. En el 22,5% dels habitatges hi vivien persones soles el 10,1% de les quals corresponia a persones de 65 anys o més que vivien soles. El nombre mitjà de persones vivint en cada habitatge era de 2,68 i el nombre mitjà de persones que vivien en cada família era de 3,16.
Per edats la població es repartia de la següent manera: un 24,1% tenia menys de 18 anys, un 7,7% entre 18 i 24, un 30,3% entre 25 i 44, un 22,1% de 45 a 60 i un 15,9% 65 anys o més.
L'edat mediana era de 38 anys. Per cada 100 dones de 18 o més anys hi havia 97,7 homes.
La renda mediana per habitatge era de 49.707 $ i la renda mediana per família de 60.136 $. Els homes tenien una renda mediana de 41.274 $ mentre que les dones 30.677 $. La renda per capita de la població era de 21.815 $. Aproximadament el 0,9% de les famílies i el 4% de la població estaven per davall del llindar de pobresa.

## Poblacions més properes
El següent diagrama mostra les poblacions més properes.